# Essert-Romand
Essert-Romand és un municipi francès situat al departament de l'Alta Savoia i a la regió d'Alvèrnia-Roine-Alps. L'any 2007 tenia 415 habitants.

## Demografia

### Població
El 2007 la població de fet d'Essert-Romand era de 415 persones. Hi havia 159 famílies de les quals 31 eren unipersonals (23 homes vivint sols i 8 dones vivint soles), 58 parelles sense fills, 62 parelles amb fills i 8 famílies monoparentals amb fills.
La població ha evolucionat segons el següent gràfic:
Habitants censats

### Habitatges
El 2007 hi havia 322 habitatges, 161 eren l'habitatge principal de la família, 109 eren segones residències i 53 estaven desocupats. 266 eren cases i 54 eren apartaments. Dels 161 habitatges principals, 123 estaven ocupats pels seus propietaris, 36 estaven llogats i ocupats pels llogaters i 2 estaven cedits a títol gratuït; 3 tenien una cambra, 11 en tenien dues, 27 en tenien tres, 37 en tenien quatre i 83 en tenien cinc o més. 152 habitatges disposaven pel capbaix d'una plaça de pàrquing. A 62 habitatges hi havia un automòbil i a 86 n'hi havia dos o més.

### Piràmide de població
La piràmide de població per edats i sexe el 2009 era:
| Homes | Edats   | Dones |
| ----- | ------- | ----- |
| 4     | 95 o +  | 0     |
| 0     | 90 a 94 | 0     |
| 0     | 85 a 89 | 0     |
| 0     | 80 a 84 | 4     |
| 8     | 75 a 79 | 12    |
| 0     | 70 a 74 | 4     |
| 16    | 65 a 69 | 8     |
| 8     | 60 a 64 | 8     |
| 12    | 55 a 59 | 12    |
| 4     | 50 a 54 | 12    |
| 12    | 45 a 49 | 8     |
| 8     | 40 a 44 | 16    |
| 16    | 35 a 39 | 8     |
| 28    | 30 a 34 | 16    |
| 8     | 25 a 29 | 16    |
| 8     | 20 a 24 | 0     |
| 16    | 15 a 19 | 0     |
| 4     | 10 a 14 | 8     |
| 28    | 5 a 9   | 16    |
| 8     | 0 a 4   | 8     |

## Economia
El 2007 la població en edat de treballar era de 265 persones, 203 eren actives i 62 eren inactives. De les 203 persones actives 199 estaven ocupades (113 homes i 86 dones) i 4 estaven aturades (1 home i 3 dones). De les 62 persones inactives 30 estaven jubilades, 15 estaven estudiant i 17 estaven classificades com a «altres inactius».

### Ingressos
El 2009 a Essert-Romand hi havia 163 unitats fiscals que integraven 428,5 persones, la mediana anual d'ingressos fiscals per persona era de 21.150 €.

### Activitats econòmiques
Dels 51 establiments que hi havia el 2007, 1 era d'una empresa alimentària, 1 d'una empresa de fabricació d'altres productes industrials, 9 d'empreses de construcció, 2 d'empreses de comerç i reparació d'automòbils, 5 d'empreses de transport, 16 d'empreses d'hostatgeria i restauració, 1 d'una empresa financera, 5 d'empreses immobiliàries, 4 d'empreses de serveis, 5 d'entitats de l'administració pública i 2 d'empreses classificades com a «altres activitats de serveis».
Dels 13 establiments de servei als particulars que hi havia el 2009, 4 eren fusteries, 2 lampisteries, 2 electricistes, 1 empresa de construcció i 4 restaurants.
L'any 2000 a Essert-Romand hi havia 7 explotacions agrícoles.

## Equipaments sanitaris i escolars
El 2009 hi havia una escola elemental.

## Poblacions més properes
El següent diagrama mostra les poblacions més properes.